# Man in the Kitchen
Man in the Kitchen (밥상 차리는 남자) est un drama coréen qui a commencé sa diffusion le 2 septembre 2017 sur la chaîne MBC avec Choi Soo-young, On Joo-wan, Seo Hyo-rim et Park Jin-woo. 
Le drama est diffusé tous les samedis et dimanches de 20 h 45 à 22 h (heure coréenne).

## Acteurs

### Principaux
- Choi Soo-young : Lee Roo-ri
  - Choi Yoo-ri : Lee Roo-ri jeune
- On Joo-wan : Jung Tae-yang
- Seo Hyo-rim : Ha Yeon-joo
- Park Jin-woo : Lee So-won
  - Moon Woo-jin : So-won, enfant

### Secondaires

#### Famille de Roo-ri
- Kim Kap-soo : Lee Shin-mo
- Kim Mi-sook : Hong Young-hye

#### Famille de Tae-yang
- Lee Il-hwa : Jung Hwa-young
- Shim Hyung-tak : Go Jung-do
- Song Kang : Kim Woo-joo
- Kim Ji-young : Go Eun-byul

#### Autres
- Han Ga-rim : Joo Ae-ri
- Lee Jung Hyuk
- Lee Si-eon : Bong Myung-tae